# Sojmy
Sojmy, ukrajinsky Сойми, maďarsky Vízköz, je obec v Mižhirské vesnické komunitě, v okresu Chust, v Zakarpatské oblasti Ukrajiny. V roce 2025 zde žilo 1068 obyvatel.

## Historie
První písemná zmínka o této obci pochází z roku 1410. Do uzavření Trianonské smlouvy byla obec součástí Uherska, poté byla součástí Československa. V roce 1930 1921 zde žilo 523 obyvatel, z toho 432 Rusínů a 91 Židů. Od 15. dubna 1939 byla obec součástí samostatného státu Karpatská Ukrajina; za několik dní pak bylo Zakarpatí obsazeno maďarskými vojsky. Od roku 1945 byla obec součástí Ukrajinské sovětské socialistické republiky, která byla součástí SSSR. Od roku 1991 je součástí nezávislé Ukrajiny.

## Zajímavosti
- V obci je známé balneologické letovisko (lázně), známé již od konce 18. století.[3]
- Sanatorium Verchovyna má kapacitu 500 lůžek.[4]
- Místní minerální voda, která má vysoký obsah vápníku a jsou přítomny i další stopové prvky (hořčík, lithium, kyselina boritá, chloridy železa).[3]
- Soukromé muzeum s názvem "Vesnická bouda".
- Dřevěný kostel z 20. století.
- Opuštěná vesnice Kužbeji (ukrajinsky Кужбеї)